# Herrarnas förföljelse i bancykling vid olympiska sommarspelen 2000
Herrarnas förföljelse i bancykling vid olympiska sommarspelen 2000 ägde rum i den 17 september 2000 i Dunc Gray Velodrome.

## Medaljörer
| Event                 | Guld                   | Silver                | Brons                    |
| Herrarnas förföljelse | Robert Bartko Tyskland | Jens Lehmann Tyskland | Bradley McGee Australien |

## Resultat

### Kvalificeringsrunda
| Placering | Namn                  | Nation         | Tid      |
| --------- | --------------------- | -------------- | -------- |
| 1         | Robert Bartko         | Tyskland       | 4:18.972 |
| 2         | Rob Hayles            | Storbritannien | 4:20.996 |
| 3         | Jens Lehmann          | Tyskland       | 4:21.350 |
| 4         | Brad McGee            | Australien     | 4:21.903 |
| 5         | Philippe Gaumont      | Frankrike      | 4:22.142 |
| 6         | Oleksandr Symonenko   | Ukraina        | 4:23.983 |
| 7         | Sergiy Matveyev       | Ukraina        | 4:25.380 |
| 8         | Walter Fernando Perez | Argentina      | 4:30.757 |
| 9         | Luke Roberts          | Australien     | 4:31.162 |
| 10        | Mariano Friedick      | USA            | 4:31.241 |
| 11        | Vladimir Karpets      | Ryssland       | 4:31.342 |
| 12        | Christian Vande Velde | USA            | 4:31.528 |
| 13        | Alexey Markov         | Ryssland       | 4:31.589 |
| 14        | Gary Anderson         | Nya Zeeland    | 4:32.304 |
| 15        | Franco Marvulli       | Schweiz        | 4:34.000 |
| 16        | Antonio Tauler        | Spanien        | 4:34.415 |
| 17        | Vadim Kravchenko      | Kazakstan      | 4:40.410 |

### Semifinaler
Heat 1
| Jens Lehmann Tyskland     | 4:23.032 | (3:a) |
| Rob Hayles Storbritannien | 4:30.080 | (2:a) |

Heat 2
| Robert Bartko Tyskland | 4:21.067 | (1:a) |
| Brad McGee Australien  | 4:22.644 | (4:a) |

### Finaler
Final
| Robert Bartko Tyskland | 4:18.515 |
| Jens Lehmann Tyskland  | 4:23.824 |

Bronsmatch
| Brad McGee Australien     | 4:19.250 |
| Rob Hayles Storbritannien | 4:19.613 |